# 9K116-2 Scheksna
Die 9K116-2 Scheksna (russisch 9К116-2 Шексна, Scheksna) ist eine sowjetische Rohrrakete. Der GRAU-Index der Lenkwaffe lautet 9M117. Der NATO-Codename lautet AT-12 Swinger.

## Entwicklung
Mitte der 1970er Jahre wurde im Konstruktionsbüro für Gerätebau in Tula eine neue Lenkwaffenfamilie entwickelt. Diese sollte aus 100- und 115-mm-Kanonen von Panzern und aus Panzerabwehrkanonen verschossen werden. Die Lenkwaffenfamilie umfasste die Systeme 9K116 Kastet für die MT-12-Panzerabwehrkanone, die 9K116-1 „Bastion“ für die D-10T-Kanone des T-55-Kampfpanzers und die 9K116-3 „Basnja“ für den BMP-3-Schützenpanzer. Diese Waffen bekamen von der NATO die Bezeichnung AT-10 Stabber. Für den Kampfpanzer T-62M wurde die Version 9K116-2 „Scheksna“ entwickelt. Diese bekam von der NATO die Bezeichnung AT-12 „Swinger“. Die ersten 9M117-Exemplare wurden 1983 an die sowjetischen Streitkräfte ausgeliefert.

## Technik
Die 9M117-Lenkwaffen werden aus der 115-mm-Kanone U-5TS des T-62M (Objekt 166M) abgefeuert. Die Rakete hat ein Kaliber von 100 mm und wird mit einem Treibkäfig aus der 115-mm-Kanone gestartet. Die 9M117 kann nur aus dem Stand verschossen werden. Eine Ausstoßladung treibt die Lenkwaffe aus dem Kanonenrohr, 1,5 Sekunden nach dem Verlassen des Rohres zündet der Raketenmotor und beschleunigt die Lenkwaffe auf Marschfluggeschwindigkeit. Der Raketenmotor hat eine Brenndauer von rund 6 Sekunden. Die Steuerung der Lenkwaffe erfolgt mittels der Wolna-Feuerleitanlage sowie eines vom Zielfernrohr 1K13-1 Bom ausgesendeten Laserleitstrahles (Beam-Rider-Verfahren). Der Laserleitstrahl stellt ein moduliertes und kodiertes Bündel von Einzelstrahlen dar, die gemeinsam ein von der Lenkrakete lesbares Koordinatensystem bilden, mit dessen Hilfe in der Lenkrakete die Lenkkorrekturen errechnet werden. Eine Flugdistanz von 4.000 m legt die Rakete in knapp 13 Sekunden zurück. Der Sprengkopf der Lenkwaffe besteht aus einer Hohlladung bzw. Tandemhohlladung. Die Lenkwaffe zerstört sich bei einem Fehlschuss nach einer Flugzeit von 26 bis 41 Sekunden selbst.

## Varianten
- 3UBK10-2 Patrone mit 9M117-Lenkwaffe. Reichweite 3.000 m, Panzerdurchschlag 275–500 mm RHA.
- 3UBK10M-2 Patrone mit 9M117M Kan-Lenkwaffe mit Tandemhohlladung, Reichweite 4.000 m, Panzerdurchschlag 500–550 mm RHA.
- 3UBK23-2 Patrone mit 9M117M1 Arkan-Lenkwaffe mit Tandemhohlladung, Reichweite 5.000 m, Panzerdurchschlag 550–650 mm RHA.